# Équipe du Kazakhstan féminine de rugby à XV
L'équipe du Kazakhstan féminine de rugby à XV est constituée par une sélection des meilleures joueuses du Kazakhstan.

## Histoire
L'équipe du Kazakhstan féminine de rugby à XV joue son premier match en 1993 face à l'équipe d'Allemagne puis participe au Tournoi mondial en 1994 en Écosse et termine neuvième de la compétition. Elle gardera cette place lors de la Coupe du monde 1998. De 1999 à 2001, les Kazakhes participent aux tournois organisés par la FIRA où elles affrontent les nations européennes. En 2002, elles terminent à la onzième place de la Coupe du monde, tout comme en 2006.
Depuis 2007, l'équipe du Kazakhstan participe aux compétitions de l'Asian Rugby Football Union et domine le continent asiatique. En novembre 2009, ses victoires contre Hong Kong et le Japon lui permettent de se qualifier pour la Coupe du monde 2010.

## Palmarès
- Cinq participations à la Coupe du monde : 9e en 1994, 12e en 1998 (sur 16), 11e en 2002 (sur 16), 11e en 2006 et 12e en 2010.

On peut souligner la présence de joueuses kazakhes dans l'équipe de l'URSS lors de la Coupe du monde 1991.

## Principales joueuses d'hier et d'aujourd'hui
- Le groupe pour la Coupe du monde féminine de rugby à XV 2006 : Larissa Chuprikova, Ulzhan Mussabayeva, Olga Nikulich, Irina Radzivil, Julyetta Sarsenbayeva, Yelena Amandossova, Olga Rudoy, lana Zhernovnikova, Marianna Balashova, Farida Kalen, Alfiya Mustaf, ina, Olessya Teryayeva, Makhabbat Tugambekova, Anna Yakovleva, Akkumys Duzelbayeva, Irina Kiryanova, Anastassiya Khamova, Tatyana Tur, Amina Amraeva, Valentina Nezbudey, Irina Amossova, Ainur Aupova, Diana Vagapova, Natalya Essembekova, Svetlana Klyuchnikova

## Sélectionneurs
- Valeriy Popov, Vladimir Drozdov 2006